# Златолобая аратинга
Златолобая аратинга (лат. Eupsittula aurea) — птица семейства попугаевых.

## Внешний вид
Длина тела 26 см. Окраска оперения зелёная, нижняя часть тела с желтоватым оттенком. Темя сине-зелёного цвета, лоб в красных и оранжевых тонах. Верхняя часть груди и горло имеют коричневый оттенок. Радужка оранжево-красная. Окраска самцов и самок одинаковая, у самок клюв тоньше и самцы чуть крупнее самок.

## Распространение
Обитают в Бразилии, Перу, Суринаме, восточной части Боливии, на севере Парагвая и северо-западе Аргентины.

## Образ жизни
Населяют опушки субтропических и тропических сырых лесов, сухие саванны, парки и сады. Живут парами и маленькими стаями от 4 до 8 птиц. Иногда скопление доходит от 20 до 30 птиц. Во время полёта пронзительно визжат.

## Размножение
Самка сносит 2—5 белых яиц и насиживает их 21—26 дней. Некоторые самцы во время насиживания кладки заходят в гнездовья, но в насиживании участия не принимают. Птенцы покидают гнездо в возрасте 50 дней. По окраске напоминают родителей, но оранжевая полоска на темени уже и светлее, синий цвет на затылке бледнее, клюв более светлый и радужка серая.

## Содержание
В Европу впервые был завезён в 1869 году. В настоящее время это самый распространённый у любителей вид из данного рода, подходящий для содержания в неволе. Не последнее значение имеют и способности этих попугаев воспроизводить разные звуки: свист, писк, кашель и человеческую речь.